# Aice5 ALL SONGS COLLECTION
『Aice5 ALL SONGS COLLECTION』（アイス・オール・ソングズ・コレクション）は、Aice5のベスト・アルバム。【それが声優！盤】は2015年8月14日にコミックマーケット88にて、【初回限定盤】と【通常盤】は同年11月21日に全国の各CD取扱店で、それぞれEVIL LINE RECORDSよりリリースされた。

## 解説
同年9月30日に、解散からの復活記念シングル『Be with you』をリリースしてから2ヶ月後に発売。過去に発表されたAice5の曲すべて、そしてシングル『Be with you』に収録された最新3曲と、アルバム初収録の曲が収録されたCD2枚組。
シングル『Be with you』の発売前に、Aice5のメンバーが、アニメ『それが声優!』の作画で描かれたジャケットの【それが声優！盤】がコミックマーケット88にて8月14日に先行発売されていたが、こちらには2007年の解散前の曲のみを収録。
Aice5の妹分にあたる声優ユニット・イヤホンズの1枚目のアルバム『MIRACLE MYSTERY TOUR』との同時発売となった。

## 収録内容

### CD

#### Disc 1
※ Disc 1に関しては、Aice5の1stアルバム『Love Aice5』と同じトラックリストである。
1. Prologue of Aice5
  - 作曲・編曲：橋本由香利
  - インストゥメンタル曲。
2. Love Power
  - 作詞：有森聡美、作曲・編曲：橋本由香利
  - 3枚目のシングルの表題曲。テレビアニメ『乙女はお姉さまに恋してる』オープニングテーマ。
3. ふりふり
  - 作詞：浅野真澄、作曲・編曲：岡ナオキ
  - アルバム『Love Aice5』の収録曲。
4. Word I need
  - 作詞：只野菜摘、作曲：住吉中、編曲：Lapin
  - ドラマCD『天然女子高物語 ドラマCD feat.Aice5』エンディングテーマ
5. 友情物語
  - 作詞：有森聡美、作曲・編曲：大川茂伸
  - 2枚目のシングル（両A面）の表題曲のひとつ。テレビアニメ『いぬかみっ!』エンディングテーマ。
6. Natural Fly
  - 作詞：牧穂エミ、作曲・編曲：堀隆
  - ドラマCD『天然女子高物語 ドラマCD feat.Aice5』オープニングテーマ
7. 白い月
  - 作詞：木村まどか、作曲・編曲：YUPA
  - アルバム『Love Aice5』の収録曲。
8. Believe My Love
  - 作詞：Shoko、作曲・編曲：水島康貴
  - 2ndシングルA面曲。
9. マーブルロケット
  - 作詞：神田朱未、作曲・編曲：宅見将典
  - アルバム『Love Aice5』の収録曲。
10. Lady GO!
  - 作詞：堀江由衣、作曲・編曲：宅見将典
  - アルバム『Love Aice5』収録曲。
11. five arrows
  - 作詞：たかはし智秋、作曲・編曲：神楽坂直樹
  - アルバム『Love Aice5』の収録曲。
12. Love & Dream
  - 作詞：TOMBOW、作曲・編曲：宅見将典
  - アルバム『Love Aice5』の収録曲。
13. Get Back
  - 作詞：牧穂エミ、作曲：大川茂伸、編曲：大川茂伸・酒井陽一
  - Aice5のデビューシングルの表題曲。
14. Smile
  - 作詞・作曲・編曲：橋本由香利
  - 3枚目のシングルのカップリング曲。
15. Epilogue of Aice5
  - 作曲・編曲：橋本由香利
  - インストゥメンタル曲。
16. Stardust〜Aice5のテーマ〜
  - 作詞：TOMBOW、作曲・編曲：YUPA
  - アルバム『Love Aice5』の収録曲。

#### Disc 2
※先行発売の【それが声優！盤】には、7曲目までが収録されている。
1. Brand new day
  - 作詞・作曲・編曲：橋本由香利
  - 4枚目のシングルの表題曲。アルバム初収録。
2. Eternity
  - 作詞・作曲・編曲：橋本由香利
  - 4枚目のシングルのカップリング曲。アルバム初収録。
3. ショートショートケーキ
  - 作詞・作曲・編曲：橋本由香利
  - 4枚目のシングルのカップリング曲。アルバム初収録。
4. Letter
  - 作詞：Aice5、作曲：広田由佳、編曲：h.k
  - 5枚目のシングルの表題曲。アルバム初収録。
5. Re.MEMBER
  - 作詞：牧葉エミ、作曲・編曲：大川茂伸
  - 6枚目のシングルの表題曲。アルバム初収録。
6. 裏・友情物語
  - 作詞：有森聡美、作曲・編曲：川田瑠夏
  - 6枚目のシングルカップリング曲。アルバム初収録。
7. 約束 〜I will stand by you〜
  - 作詞・作曲：イズミカワソラ、編曲：太田美知彦
  - 6枚目のシングルのカップリング曲。アルバム初収録。この曲は、シングルに収録された曲のアレンジバージョンである。
8. Be with you
  - 作詞・作曲・編曲：清竜人
  - 7枚目のシングルの表題曲であり、Aice5の復活記念ソング。アルバム初収録。
9. あなたのお口にAice5クリーム！
  - 作詞：エンドウ.（GEEKS）、Aice5、作曲・編曲：エンドウ.（GEEKS）
  - 7thシングルカップリング曲。イヤホンズの曲「あなたのお耳にプラグイン!」のAice5でのリアレンジバージョン。アルバム初収録。
10. Partyしようよ！
  - 作詞：あさのますみ、作曲・編曲：大川茂伸
  - 7枚目のシングルのカップリング曲。アルバム初収録。
11. 指先 Language
  - 作詞：只野菜摘、作曲：大隅知宇
  - 本アルバムの書き下ろした新曲。

### DVD
1. Love Power [Music Video]
2. Be with you [Music Video]
3. あなたのお口にAice5クリーム！ [Music Video]